# Ski acrobatique aux Jeux olympiques de la jeunesse d'hiver de 2024
Navigation
2020 2028
Les épreuves de ski acrobatique aux Jeux olympiques de la jeunesse d'hiver de 2024 ont lieu du 23 au 28 janvier 2024 dans la province de Gangwon en Corée du Sud.
Les épreuves se déroulent au Bokwang Phoenix Park sauf l'épreuve de bosses parallèles (une nouveauté en 2024) qui se déroulent au High1 Resort à Jeongseon. Deux épreuves mixtes font leur entrée dans le programme olympiques.

## Qualifications
Chaque discipline a ses propres règles. Pour être éligibles, les participants doivent être nés :
- Ski Cross: 1 janvier 2006 au 31 décembre 2007.
- Halfpipe & Bosses : 1 janvier 2006 au 31 décembre 2009.
- Slopestyle & Big Air: 1 janvier 2006 au 31 décembre 2009.

Les athlètes n'ayant obtenu que des points FIS en ski Slopestyle aux JOJ sont également éligibles pour prendre le départ de l'épreuve Ski Big Air.
Les quotas par discipline sont les suivants
| Sexe                        | Halfpipe | Slopstyle/Big Air | Ski cross | Bosses parallèles | Total |
| --------------------------- | -------- | ----------------- | --------- | ----------------- | ----- |
| Nombre de places masculines | 16       | 22                | 28        | 20                | 86    |
| Nombre de places féminines  | 16       | 22                | 28        | 20                | 86    |

Chaque comité peut engager sur chaque concours individuel deux athlètes. Le pays hôte est assuré de deux quota par épreuve individuelle.
Les quotas sont attribués selon des classements par comité nationaux qui prennent en compte uniquement les résultats les athlètes des tranches d'âge des JOJ pendant la période de qualification à partir du 1er juillet 2022 au 17 décembre 2023. Cette liste est utilisée pour départager des attributions en cas d'égalité de point.
- pour le Freeski Slopestyle / Big Air, seuls les points FIS pour le Freeski Slopestyle sera utilisée.
- pour les bosses parallèles, les points FIS incluent les compétitions de bosses individuelles et en parallèle

Les résultats des championnats du monde juniors de ski acrobatique FIS 2023 déterminent certains quotas
- Ski cross : les neuf meilleures nations (masculin /féminin) et le pays hôte ont droit à deux places de quota dans l'épreuve respective,
  - FIS Ski Cross World Junior Championships 2023, du 27 au 28 mars 2023 à Passo San Pellegrino, Italie
- Slopestyle /  Big Air : les sept meilleures nations (masculin /féminin) et le pays hôte ont droit à deux places de quota dans l'épreuve respective ; les points Freeski Slopestyle et Big Air sont ajoutés,
- Halfpipe : les cinq meilleures nations (masculin /féminin) et le pays hôte ont droit à deux places de quota dans l'épreuve respective,
  - FIS Freeski Junior World Championships 2023, Cardrona, Nouvelle-Zélande
- Bosses en parallèles : les six meilleures nations (masculin /féminin) et le pays hôte ont droit à deux places de quota dans l'épreuve respective,
  - FIS Freestyle Ski World Junior Championships 2023, du 23 au 26 mars 2023 à Airolo, Suisse

Les places restantes dans les épreuves seront distribuées avec un maximum d'un athlète par CNO au CNO classé suivant dans les épreuves respectives jusqu'à ce que le quota maximum de places par épreuve soit atteint.
S'il restait toutefois des places, on utiliserait le classement en date du 18 décembre 2023.
| Critères            | Féminins                                                                                             | Masculins                                                                                                |
| ------------------- | --- | --- |
| Pays Hôte           | Corée du Sud (2)                                                                                     | Corée du Sud (2)                                                                                         |
| Top 9 WJC 2023      | Australie(2) Canada(2) Tchéquie(2) France(2) Allemagne(2) Italie(2) Suisse(2) Suède(2) États-Unis(2) | Autriche(2) Canada(2) Tchéquie(2) France(2) Grande-Bretagne(2) Allemagne(2) Italie(2) Suisse(2) Suède(2) |
| Classement WJC 2023 | Royaume-Uni(1) Hongrie(1) Japon(1) Slovaquie(1)                                                      | Australie(1) Belgique(1) Slovénie(1) Slovaquie(1) États-Unis(1)                                          |

| Critères            | Féminins                                                                                | Masculins                                                                                 |
| ------------------- | --------------------------------------------------------------------------------------- | ----------------------------------------------------------------------------------------- |
| Pays Hôte           | Corée du Sud (2)                                                                        | Corée du Sud (2)                                                                          |
| Top 7 WJC 2023      | Australie(2) Chine(2) Allemagne(2) Italie(2) Japon(2) Nouvelle-Zélande(2) États-Unis(2) | Canada(2) Finlande(2) Allemagne(2) Norvège(2) Nouvelle-Zélande(2) Suisse(2) États-Unis(2) |
| Classement WJC 2023 | Estonie(1) Finlande(1) France(1) Lituanie(1) Norvège(1) Ukraine(1)                      | Argentine(1) Australie(1) Chine(1) France(1) Japon(1) Ukraine(1)                          |

| Critères            | Féminins                                                                | Masculins                                                                |
| ------------------- | ----------------------------------------------------------------------- | ------------------------------------------------------------------------ |
| Pays Hôte           | Corée du Sud (2)                                                        | Corée du Sud (2)                                                         |
| Top 6 WJC 2023      | Canada(2) Allemagne(2) Irlande(2) Japon(2) Suède(2) États-Unis(2)       | Canada(2) Espagne(2) Grande-Bretagne(2) Suisse(2) Suède(2) États-Unis(2) |
| Classement WJC 2023 | Australie(1) Chine(1) Tchéquie(1) France(1) Italie(1) Afrique du Sud(1) | Australie(1) Chine(1) Finlande(1) France(1) Japon(1) Kazakhstan(1)       |

| Critères            | Féminins         | Masculins        |
| ------------------- | ---------------- | ---------------- |
| Pays Hôte           | Corée du Sud (2) | Corée du Sud (2) |
| Top 5 WJC 2023      |                  |                  |
| Classement WJC 2023 |                  |                  |

Un CNO peut inscrire un maximum de deux équipes dans l'équipe mixte de ski cross et deux équipes dans les épreuves de bosses parallèles en double équipe mixte. Chaque équipe est composée d'un (1) homme et d'une (1) femme déjà qualifiés et inscrits à l'épreuve individuelle correspondante pour les Jeux Olympiques de la Jeunesse d'hiver d'Angwon 2024.

## Résultats

### Hommes
| Épreuve           | Or              | Or             | Argent               | Argent         | Bronze          | Bronze          |
| ----------------- | --------------- | -------------- | -------------------- | -------------- | --------------- | --------------- |
| Bosses parallèles | Lee Yoon-seung  | Lee Yoon-seung | Porter Huff          | Porter Huff    | Takuto Nakamura | Takuto Nakamura |
| Big air           | Charlie Beatty  | 177,75 pts     | Olly Nicholls        | 174,50 pts     | Luke Harrold    | 172,25 pts      |
| Half-pipe         | Luke Harrold    | 94,25 pts      | Finley Melville Ives | 92,50 pts      | Alan Bornet     | 85,00 pts       |
| Slopestyle        | Henry Townshend | 90,25 pts      | Olly Nicholls        | 85,75 pts      | Jaakko Koskinen | 83,75 pts       |
| Ski cross         | Niklas Höller   | Niklas Höller  | Janik Sommerer       | Janik Sommerer | Måns Abersten   | Måns Abersten   |

### Femmes
| Épreuve           | Or               | Or               | Argent       | Argent       | Bronze        | Bronze        |
| ----------------- | ---------------- | ---------------- | ------------ | ------------ | ------------- | ------------- |
| Bosses parallèles | Elizabeth Lemley | Elizabeth Lemley | Lottie Lodge | Lottie Lodge | Abby McLarnon | Abby McLarnon |
| Big air           | Flora Tabanelli  | 180,00 pts       | Daisy Thomas | 172,75 pts   | Muriel Mohr   | 166,00 pts    |
| Half-pipe         | Liu Yishan       | 92,25 pts        | Chen Zihan   | 83,75 pts    | Kathryn Gray  | 79,25 pts     |
| Slopestyle        | Flora Tabanelli  | 90,50 pts        | Han Linshan  | 81,50 pts    | Muriel Mohr   | 78,75 pts     |
| Ski cross         | Uma Kruse Een    | Uma Kruse Een    | Morgan Shute | Morgan Shute | Leena Thommen | Leena Thommen |

### Mixte
| Épreuve                      | Or                                             | Argent                                     | Bronze                                    |
| ---------------------------- | ---------------------------------------------- | ------------------------------------------ | ----------------------------------------- |
| Bosses parallèles par équipe | États-Unis- Elizabeth Lemley - Porter Huff     | Corée du Sud- Yun Shin-ee - Lee Yoon-seung | États-Unis- Abby McLarnon - Jiah Cohen    |
| Ski cross par équipe         | Suède- William Young Shing - Alexandra Nilsson | États-Unis- Walker Robinson - Morgan Shute | Suisse- Lorenzo Rosset - Valentine Lagger |

## Tableau des médailles
| Rang  | Nation           | Or | Argent | Bronze | Total |
| ----- | ---------------- | -- | ------ | ------ | ----- |
| 1     | États-Unis       | 3  | 3      | 1      | 9     |
| 2     | Chine            | 2  | 3      | 0      | 5     |
| 3     | Suède            | 2  | 0      | 1      | 3     |
| 4     | Italie           | 2  | 0      | 0      | 2     |
| 5     | Nouvelle-Zélande | 1  | 1      | 1      | 3     |
| 6     | Corée du Sud     | 1  | 1      | 0      | 2     |
| 7     | Allemagne        | 1  | 0      | 2      | 3     |
| 8     | Canada           | 1  | 0      | 0      | 1     |
| 9     | Japon            | 0  | 2      | 1      | 3     |
| 10    | Australie        | 0  | 2      | 0      | 2     |
| 11    | Autriche         | 0  | 1      | 0      | 1     |
| 12    | Suisse           | 0  | 0      | 3      | 3     |
| 13    | Finlande         | 0  | 0      | 1      | 1     |
| Total | Total            | 12 | 12     | 12     | 36    |